# Göglers
Göglers ist eine Einzelsiedlung auf der Gemarkung Haidgau von Bad Wurzach im Landkreis Ravensburg.

## Lage
Dei Einöde Göglers liegt am Haidgauer Berg, der wiederum Teil des Haisterkircher Rückens ist. Die Ortschaft liegt im Naturraum Riß-Aitrach-Platten (Naturraum-Nr. 41), welcher Teil der Großlandschaft Donau-Iller-Lech-Platte (Großlandschaft-Nr. 4) ist.
Geografisch befindet sich Göglers etwa:
- 330 m südlich von Schuhmacher
- 640 m südöstlich vom Winterbrandhof
- 350 m nördlich von Haidgau
- 1,7 km südlich von der Kapelle St. Sebastiane
- 2,8 km südöstlich von Haisterkirch[2]

Die Einöde liegt im Gewässereinzugsgebiet der Aitrach. Etwa 1 km nördlich von Göglers treffen die Einzugsgebiete der Osterhofer Ach, des Wengener Mühlbachs (einem Nebenfluss der Aitrach) und der Osterhofer Ach zusammen.

## Verkehrsanbindung
Göglers ist über einen Gemeindeverbindungsweg nach Haidgau an das Straßennetz angebunden, welcher zur Landesstraße L 300 führt. Die L 300 verläuft von Haisterkirch (im Nordwesten) über Harzers nach Haidgau (im Südosten).
Alternativ kann man nach Nordosten über den Winterbrandhof und Gores ebenfalls die L 300 am Haidgauer Berg erreichen.

### Öffentlicher Personennahverkehr
Die nächstgelegene Bushaltestelle, Bad Wurzach Haidgau Schule, liegt etwa 420 m südlich von Göglers. Der nächste Bahnhaltepunkt ist in Bad Waldsee. Dieser ist mit dem Pkw etwa 6,8 km und mit dem Fahrrad (über St. Sebastiane) etwa 9,3 km entfernt.

### Radverkehr
In Göglers selbst gibt es keine Radwege oder Gehwege. Die nächste Anbindung an das RadNETZ BW ist in Haisterkirch. Laut Radroutenplaner beträgt die Strecke dorthin über St. Sebastiane 3,3 km, wobei 22 Höhenmeter bergauf und 133 Höhenmeter bergab zu überwinden sind.
Alternativ kann man über Winterbrandhof und Gores auf die L 300 fahren.